# Distretto di Kohistan (Faryab)
Il distretto di Kohistan è un distretto dell'Afghanistan appartenente alla provincia del Faryab. Viene stimata una popolazione di  53.100 abitanti (dato 2012-13).